# Venustiano Carranza, Baja California
Venustiano Carranza är en ort i Mexiko.   Den ligger i kommunen Playas de Rosarito och delstaten Baja California, i den nordvästra delen av landet, 2 300 km nordväst om huvudstaden Mexico City. Venustiano Carranza ligger 56 meter över havet och antalet invånare är 538.
Terrängen runt Venustiano Carranza är huvudsakligen kuperad, men åt nordväst är den platt. Havet är nära Venustiano Carranza åt sydväst. Runt Venustiano Carranza är det tätbefolkat, med 913 invånare per kvadratkilometer. Närmaste större samhälle är Primo Tapia, 6,4 km norr om Venustiano Carranza. Omgivningarna runt Venustiano Carranza är i huvudsak ett öppet busklandskap.